# Tai Shan
Tai Shan (chin. 泰山, Tàishān) este un munte situat la nord de orașul Tai'an din provincia Shandong, China, iar acesta face parte dintre cei cinci munți considerați sfinți în religia taoistă.

În credința veche din China era considerat cel mai înalt munte din lume, monarhii chinezi venind aici ca să aducă jertfă cerului și pământului, acesta fiind escaladat de șase împărați chinezi. Pentru a ajunge în vârful muntelui, aceasta se poate face pe jos, folosind un traseu cu o distanță de 9 km și cu o diferență de nivel de 1350 m, traseul incluzând scări însumând în total 6293 de trepte. 

De-a lungul traseului se află mai multe porți și palate, cel mai cunoscut dintre acestea fiind templul împăratului Yuhuang Dian. In anul 2003 numărul de vizitatori atinsese 6 milioane de turiști, devenind muntele cel mai frecvent urcat din lume. Pe lângă urcatul pe jos, mai există și alternativa folosirii unui teleferic.